# Better Living Through Chemistry
Better Living Through Chemistry è un album del DJ inglese Fatboy Slim, pubblicato nel 1996 dalla Skint Records.

## Il disco
Il titolo dell'album riprende lo slogan di una pubblicità della DuPont. Il fondatore della Skint Records, Damian Harris, disse che l'album era "più una raccolta che un album vero e proprio", dato che alcune tracce furono registrate precedentemente all'anno di pubblicazione, provenienti da altri progetti musicali del DJ inglese. La copertina dell'album presenta un floppy disk da 3½ pollici, omaggiando così la copertina del brano Blue Monday dei New Order che presentava in copertina un floppy disk da 5¼ pollici.

## Tracce
L'elenco delle tracce qui riportato è quello della versione statunitense dell'album pubblicato dalla Astralwerks. La versione originale non include le ultime due tracce.
Tutti i pezzi sono scritti da Fatboy Slim eccetto ove indicato.
1. Song for Lindy - 4:50
2. Santa Cruz - 7:30
3. Going Out of my Head (Fatboy Slim, Townshend) - 5:14
4. The Weekend Starts Here (Fatboy Slim, Mohammed) - 6:41
5. Everybody Needs a 303 (Fatboy Slim, Starr) - 5:49
6. Give the Po' Man a Break - 5:50
7. 10Th & Crenshaw - 4:20
8. First Down - 6:18
9. Punk to Funk (Fatboy Slim, Mansfield) - 4:57
10. The Sound of Milwaukee - 6:18
11. Michael Jackson (Fatboy Slim, Negativland) (bonus track) - 5:49
  - Es Paradis (bonus track edizione giapponese) - 5:44
12. Next to Nothing (bonus track) - 7:16